# 1984년 하계 올림픽 사이클

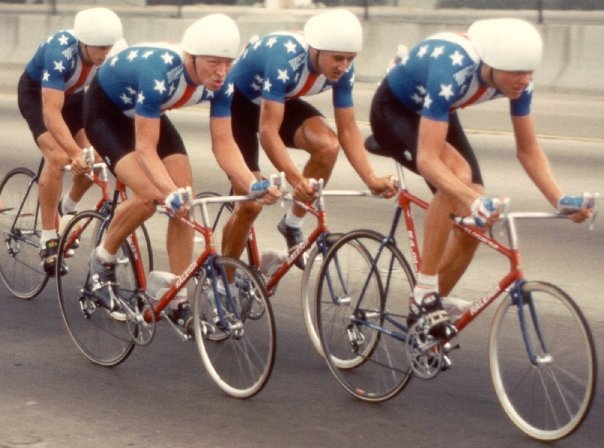

1984년 하계 올림픽 사이클 경기는 1984년 7월 29일부터 8월 3일까지 미국 로스앤젤레스에서 열렸다. 여자 사이클이 이 대회에서 올림픽 종목으로 처음 채택되었다.

## 메달 집계
| 순위 | 국가           | 금메달 | 은메달 | 동메달 | 합계 |
| ---- | -------------- | ------ | ------ | ------ | ---- |
| 1    | 미국           | 4      | 3      | 2      | 9    |
| 2    | 서독           | 1      | 2      | 2      | 5    |
| 3    | 오스트레일리아 | 1      | 0      | 0      | 1    |
| 3    | 벨기에         | 1      | 0      | 0      | 1    |
| 3    | 이탈리아       | 1      | 0      | 0      | 1    |
| 6    | 캐나다         | 0      | 2      | 0      | 2    |
| 7    | 스위스         | 0      | 1      | 0      | 1    |
| 8    | 프랑스         | 0      | 0      | 1      | 1    |
| 8    | 일본           | 0      | 0      | 1      | 1    |
| 8    | 멕시코         | 0      | 0      | 1      | 1    |
| 8    | 노르웨이       | 0      | 0      | 1      | 1    |